# 黑翅螢
黑翅螢（学名：Luciola cerata）为螢科熠螢屬下的一个种。